# Klippans tingsrätt
Klippans tingsrätt var en tingsrätt i Skåne län, före 1997 i Kristianstads län. Klippans domsaga omfattade Klippans kommun, Perstorps kommun och Örkelljunga kommun. Tingsrätten och dess domsaga ingick i domkretsen för Hovrätten över Skåne och Blekinge. Tingsrätten hade kansli i Klippan. 2001 uppgick tingsrätten och domsagan i Helsingborgs tingsrätt och domsaga.

## Administrativ historik
Vid tingsrättsreformen 1971 bildades denna tingsrätt i Klippan från häradsrätten för Norra Åsbo domsagas tingslag som var placerad där. Domkretsen bildades av Norra Åsbo domsaga. Från 1971 ingick områdena för Klippans kommun, Perstorps kommun, Örkelljunga kommun, Riseberga kommun och Östra Ljungby kommun. Namnet var till 1974 Norra Åsbo tingsrätt. 1974 uppgick Riseberga och Östra Ljungby i Klippans kommun, med undantag av delen Össjö som fördes till Ängelholms kommun och Ängelholms domsaga. Tingsrätten och domsagan uppgick 1 oktober 2001 i Helsingborgs tingsrätt och domsaga.

## Lagmän
- 1971-1975: Wilhelm Stoltz
- 1975-1980 Anders Arvidsson
- 1981-1994: Bernhard Krouthén
- 1994-2001: Claes Werdinius f 43